# Richard Knabl
Richard Knabl (* 24. Oktober 1789 in Graz; † 19. Juni 1874) war ein österreichischer römisch-katholischer Priester und Epigrafiker. Obwohl er keine akademische Ausbildung als Historiker hatte, wurde er einer der wichtigsten steirischen Forscher des 19. Jahrhunderts zur Geschichte der römischen Provinzen Norikum und Pannonien, speziell am Gebiet der damaligen Steiermark.

## Jugend und Priesteramt
Knabl war ein Sohn von Ambros Knabl, Grazer Bürgermeister von 1784 bis 1788. Er besuchte das Gymnasium und das Lyzeum und studierte Theologie in Graz und wurde 1811 zum Priester geweiht. Die folgenden Jahre verbrachte er als Kaplan und Pfarrer in verschiedenen steirischen Pfarren. 1838 wurde er der Pfarre Karlau zugeteilt, 1852 jener von St. Andrä, beide in der damaligen Grazer Vorstadt gelegen.

## Epigrafiker und Historiker
In dieser Zeit, im Alter von bereits 49 Jahren, begann Knabl, sich mit Epigrafik und Numismatik zu beschäftigen. Angeregt von den bedeutenden Sammlungen römischer Artefakte im Joanneum und im Schloss Seggau führte er ab 1845 eigene Studien durch, die ihn schließlich zur Erkenntnis führten, dass die archäologischen Funde nahe Leibnitz die Stätte der römischen Stadt Flavia Solva anzeigten. In seinem ersten geschichtswissenschaftlichen Artikel, publiziert 1848, präsentierte er so überzeugende epigrafische Beweise für diese Theorie, dass sie von der Fachwelt, die Flavia Solva bis dahin am Kärntner Zollfeld lokalisiert hatte, schnell weitgehend akzeptiert wurde.
Von dieser Zeit an publizierte Knabl beinahe jährlich signifikante Ergebnisse seiner Forschungen und erwarb sich den Ruf eines der wichtigsten Forscher seiner Zeit zur Römerzeit im Ostalpenraum. Unter anderem arbeitete er besonders zu römischen Straßenverbindungen. Er untersuchte die Römerstraße, die Claudia Celeia (heute Celje) und Poetovio (heute Ptuj) verbunden hatte, sowie die transalpine „Norische Hauptstraße“ von Virunum nach Ovilava (heute Wels), indem er oftmals epigrafische und numismatische mit zusätzlichen Quellen wie der Tabula Peutingeriana verband.
Sein zentrales Lebenswerk aber – eine Sammlung aller antiken epigrafischen Dokumente der damaligen Steiermark (heute Steiermark und Teile von Slowenien), die auf 728 Seiten ca. 600 Inschriften von 183 Fundorten dokumentiert – blieb unpubliziert. Das Manuskript befindet sich an der Universität Graz.

## Rezeption durch akademische Historiker
Knabls akribische Arbeitsweise, die er über mehr als drei Jahrzehnte, immer auf der Höhe des Standes der Wissenschaft seiner Zeit, demonstrierte, brachte ihm die Anerkennung der Forschungswelt, darunter so bekannte Historiker wie Alfred von Arneth und Theodor Mommsen, die sie ihm auch öffentlich bestätigten, wenn sich auch etwa Mommsen in privater Korrespondenz weniger schmeichelhaft ausdrückte.

## Auszeichnungen
1861 wurde Knabl von der Universität Graz das Ehrendoktorat verliehen. 1962 erhielt er das österreichische Goldene Verdienstkreuz mit der Krone, 1864 die Große Goldene Medaille für Wissenschaft und 1868 den Titel eines kaiserlichen Rates. Er erwarb sich auch Verdienste als Gründungsmitglied des Historischen Vereins für Steiermark. Knabl übergab als Dank für seine Auszeichnung 1867 und 1868 seine Sammlungen von Münzen und Antiken an die Universität Graz. Nach seinem Tod im Jahre 1874 ging auch seine 1456 Bände umfassende Bibliothek an die Universität.

## Publikationen
- Graz, Universitätsbibliothek Ms 1668: Codex Ducatus Styriae Epigraphicus Romanae Vetustatis. Graz 1862, 177 fol.